# Hypericum humboldtianum
Hypericum humboldtianum är en johannesörtsväxtart som beskrevs av Ernst Gottlieb von Steudel. Hypericum humboldtianum ingår i släktet johannesörter, och familjen johannesörtsväxter. Inga underarter finns listade i Catalogue of Life.

## Bildgalleri

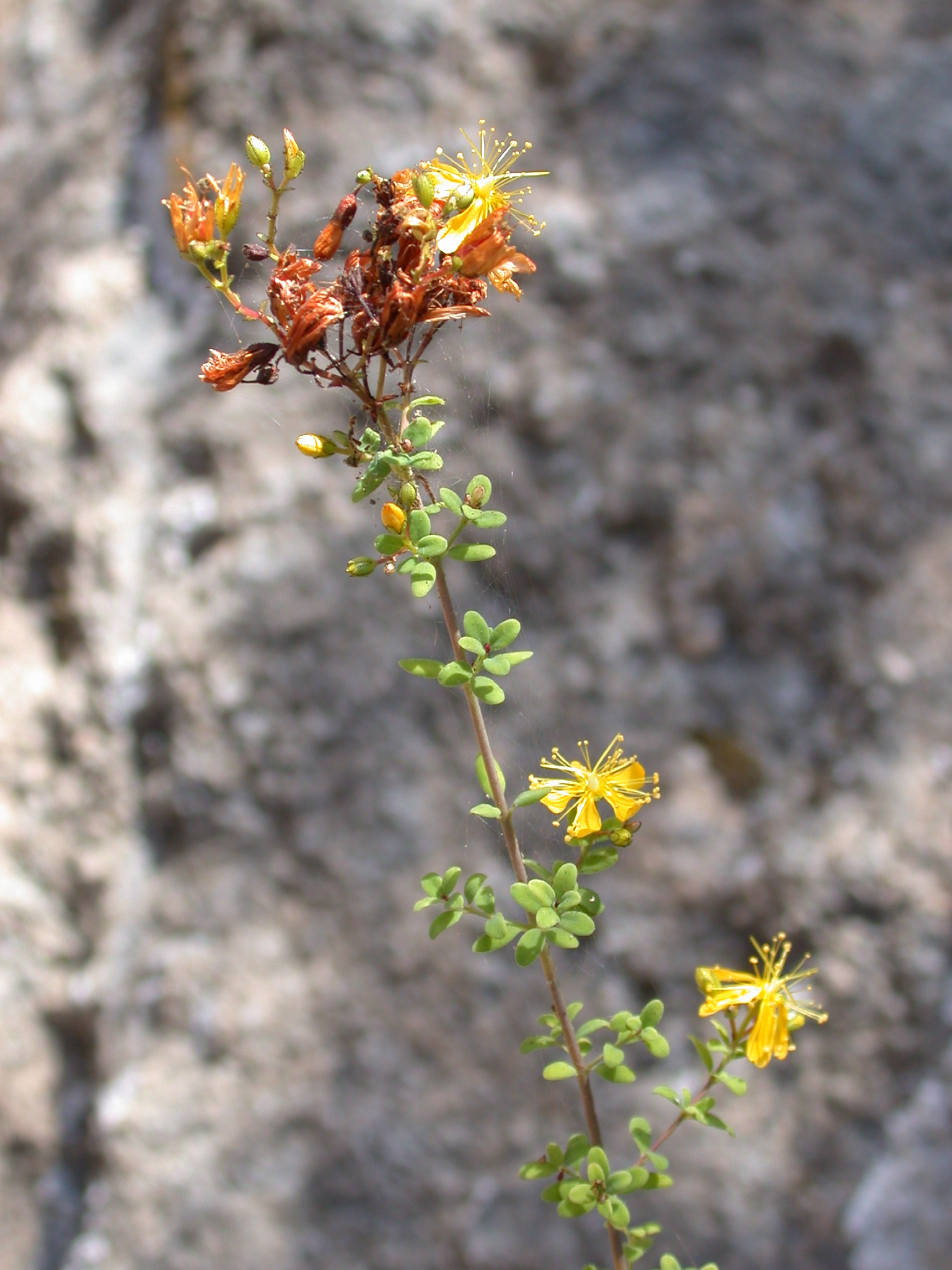